# 阿尔卡季·魏因施泰因
阿尔卡季·魏因施泰因（俄语：Аркáдий Иóсифович Вайнштéйн，1942年2月24日—），俄罗斯和美国理论物理学家，曾获得波梅兰丘克奖（2005年）和樱井奖（1999年）。